# Łuszczycowe zapalenie stawów
Łuszczycowe zapalenie stawów, ŁZS – zapalne schorzenie stawów występujące w przebiegu łuszczycy. Należy do spondyloartropatii seronegatywnych. Często rozpoczyna się w obrębie stawów międzypaliczkowych i często dotyczy tylko jednej strony (co odróżnia je od reumatoidalnego zapalenia stawów). W przebiegu choroby we krwi nie pojawia się czynnik reumatoidalny.
Jako pierwszy opisał je Pierre Bazin w 1860; szczegółowo uczynił to Charles Bourdillon w 1888. W 1964 Amerykańskie Towarzystwo Reumatologiczne uznało je za oddzielną jednostkę chorobową.

## Objawy i przebieg
- zapalenie stawów międzypaliczkowych (bliższych i dalszych)
- zapalenie stawów krzyżowo-biodrowych
- zapalenie stawów kręgosłupa
- zapalenie stawów nadgarstkowych (rzadko)
- zapalenie stawów śródstopno-paliczkowych (rzadko)
- entezopatia, zapalenie przyczepów ścięgien
- zapalenie palców (dactylitis)
- zmiany skórne
- zmiany paznokciowe
- zmiany pozastawowe

## Postacie kliniczne
Wyróżniono pięć typów ŁZS:
1. asymetryczna postać nielicznostawowa
2. postać osiowa
3. symetryczna postać wielostawowa przypominająca RZS
4. artropatia paliczków dystalnych
5. arthritis mutilans

## Różnicowanie
Diagnostyka różnicowa ŁZS obejmuje:
- reumatoidalne zapalenie stawów
- chorobę zwyrodnieniową stawów
- zesztywniające zapalenie stawów kręgosłupa

## Leczenie
W terapii zastosowanie znajdują najczęściej niesteroidowe leki przeciwzapalne oraz dostawowe iniekcje kortykosteroidów. W ciężej przebiegających przypadkach, gdy choroba dotyka większej liczby stawów, konieczna bywa immunosupresja, najczęściej z użyciem metotreksatu skojarzonego z cyklosporyną.
Zarejestrowane też zostały następujące leki biologiczne: infliksymab, adalimumab, etanercept.
Prowadzi się badania kliniczne nad innymi lekami biologicznymi, między innymi ustekinumabem (firma Centocor).

## Klasyfikacja ICD10
| kod ICD10     | nazwa choroby                                                                        |
| ------------- | ------------------------------------------------------------------------------------ |
| ICD-10: L40.5 | Łuszczyca stawowa                                                                    |
| ICD-10: M07.0 | Łuszczycowa artropatia z dominującymi zmianami w stawach międzypaliczkowych dalszych |
| ICD-10: M07.1 | Łuszczycowe okaleczające zapalenie stawów                                            |
| ICD-10: M07.2 | Łuszczycowa spondyloartropatia                                                       |
| ICD-10: M07.3 | Inne łuszczycowe artropatie                                                          |
| ICD-10: M09.0 | Młodzieńcze zapalenie stawów w przebiegu łuszczycy                                   |